# Камбарка (притока Ками)
Камба́рка (Камбарка Перша; рос. Камбарка) — річка в Чайковському районі Пермського краю та Камбарському районі Удмуртії, Росія, ліва притока Ками.
Починається на південь від села Дубова як Камбарка Перша. Протікає на південний схід, південь та південний захід, впадає до річки Кама неподалік міста Камбарка разом з річкою Буй.
Річка неширока — до 10 м. Береги невисокі, порослі лісом. Має декілька дрібних приток, найбільші — Камбарка Друга та Камбарка Третя (Заводська Камбарка) зліва. Збудовано декілька ставків, найбільшим з яких є Камбарський став в місті Камбарка (площа 3,2 км²), а також став у селі Ванчики площею 0,16 км² та став біля дитячого будинку на кордоні з Удмуртією площею 0,3 км².
На річці розташовані села Ваньчики (Чайковський район), Михайловка і Балаки (Камбарський район), та місто Камбарка. Через річку збудовано 4 автомобільних мости — в Михайловці, Балаках та міст з греблею в Камбарці.